# كونوهانا-كو
كونوهانا-كو (باليابانية: 此花区) هو حي في اليابان، يقع في أوساكا، بلغ عدد سكانه 66,362 نسمة وذلك حسب إحصائيات سنة 2017، تبلغ مساحته 16.24 كيلومتر مربع.